# Моршагино
Морша́гино — деревня в Вындиноостровском сельском поселении Волховского района Ленинградской области.

## История
Впервые упоминается в Писцовой книге Водской пятины 1500 года как деревня Маршадин в Михайловском на Пороге погосте Ладожского уезда.
На карте Санкт-Петербургской губернии Ф. Ф. Шуберта 1834 года обозначена деревня Маршагина, состоящая из 43 крестьянских дворов.

МОРШАШКА — деревня принадлежит Казённому ведомству, число жителей по ревизии: 97 м. п., 106 ж. п. (1838 год)

Согласно карте профессора С. С. Куторги 1852 года деревня называлась Маршагина и состояла из 45 дворов.

МОРШАГАН — деревня Ведомства государственного имущества, по просёлочной дороге, число дворов — 37, число душ — 111 м. п. (1856 год)

МОРШАГИНО — деревня казённая при колодцах, число дворов — 37, число жителей: 126 м. п., 128 ж. п.; Часовня православная

ЗАПОЛЕК (Моршагино) — деревня казённая при реке Волхове и колодцах, число дворов — 3, число жителей: 3 м. п., 2 ж. п. (1862 год)

В конце XIX века деревня административно относилась к Михайловской волости 1-го стана Новоладожского уезда Санкт-Петербургской губернии, в начале XX века — 2-го стана.
По данным «Памятной книжки Санкт-Петербургской губернии» за 1905 год деревня называлась Моршагины.

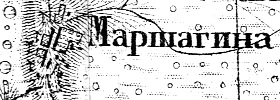
Деревня Моршагино на карте 1915 года

Согласно военно-топографической карте Петроградской и Новгородской губерний издания 1915 года деревня называлась Маршагина, в ней были четыре ветряные мельницы.
С 1917 по 1919 год деревня Моршагино входила в состав Моршагинского сельсовета Михайловской волости Новоладожского уезда.
С 1919 года в составе Пролетарской волости Волховского уезда.
С 1926 года в составе Вындиноостровского сельсовета. Согласно данным переписи населения СССР 1926 года в деревне Моршагины проживал 451 человек — все русские.
С 1927 года в составе Волховского района.
В 1928 году население деревни Моршагино составляло 151 человек.
В 1929 году в деревне был организован колхоз «Волхов».
По данным 1933 года деревня Моршагино входила в состав Вындиноостровского сельсовета Волховского района.

План деревни Моршагино. 1941 год

Согласно топографической карте РККА 1941 года деревня называлась Маршагино и насчитывала 81 двор.
С 1950 года в составе Порожского сельсовета.
С 1958 года в составе Волховского сельсовета. В 1958 году население деревни Моршагино составляло 86 человек.
По данным 1966 года деревня называлась Маршагино и также входила в состав Волховского сельсовета.
По данным 1973 и 1990 годов деревня называлась Моршагино и также входила в состав Волховского сельсовета Волховского района.
В 1997 году в деревне Моршагино Вындиноостровской волости проживал 1 человек, в 2002 году — 5 человек (русские — 80 %).
В 2007 году в деревне Моршагино Вындиноостровского СП не было постоянного населения.

## География
Деревня расположена в юго-западной части района на автодороге 41К-394 (Гостинополье — Морозово).
Расстояние до административного центра поселения — 11 км.
Расстояние до железнодорожной платформы Гостинополье — 5 км.
К западу от деревни протекает река Сиглинка.

## Демография
| 1838 | 1862 | 1997 | 2002 | 2007 | 2010 | 2017 |
| ---- | ---- | ---- | ---- | ---- | ---- | ---- |
| 203  | ↗254 | ↘1   | ↗5   | ↘0   | ↗8   | ↘1   |

Согласно данным Всероссийской переписи населения 2021 года в деревне постоянного населения не было.